# Delwara
Delwara o Dilwara fou una thikana o jagir de l'antic principat de Mewar. La formaven 86 pobles i una vila, amb capital a Delwara a 22 km al nord d'Udaipur (Rajasthan), cap a la serralada Aravalli, i que tenia 2.411 habitants el 1901. El territori fou governat per un thakur (noble) de primera classe dels de Mewar, amb títol de raja rana, que pertanyia al clan jhala dels rajputs, i emparentat amb els raja de Bari Sadri, ja que ambdós descendien de Sajja Singh, que havia vingut amb el seu germà Ajja Singh del Kathiawar al començament del segle XVI, i va morir el 1534 al primer setge de Chitor. El raja Man Singh I va morir el 18 de juny de 1576 a la batalla de Haldighati.

## Llista de governants
- Sajja Singh I, fins vers 1534
- Jait Singh I 1534-1567
- Man Singh I 1567-1576
- Kalyan Singh I 1576-
- Raghudeo Singh I
- Jait Singh vers 1600
- Sajja Singh II
- Man Singh II
- Raghudeo Singh II ?-vers 1768
- Kalyan Singh II, vers 1768
- Sajja Singh III
- Kalyan Singh III
- Bairi Sal
- Fateh Singh ?-1891, primer raja rana hereditari i rao bahadur el 2 de gener de 1888 (abans només raja)
- Zalim Singh 1891-1900
- Man Singh III 1900-?
- Jaswant Singh